# Winston Mankunku
Winston Mankunku, geboren als Winston Monwabisi Ngozi (Kaapstad, 1943 - aldaar, 12 oktober 2009), was een Zuid-Afrikaanse jazz-saxofonist.

## Carrière
Zijn moeder zorgde voor de ontplooiing van zijn muzikaliteit. De autodidact speelde vervolgens piano, daarna trompet, voordat hij op 16-jarige leeftijd de saxofoon ontdekte. Begin jaren 1960 werd hij verhuisd naar Gugulethu. Hij werd door muzikanten uit het Kaapstadse circuit, zoals Midge Pike, Parks Joya, 'Cups & Saucers' Nkanuka en Merton Barrow net zo beïnvloed als door John Coltrane. Hij speelde vroeg als bewust vergrijp tegen de apartheidswetten concerten met muzikanten van andere etniciteit, uit angst voor represailles achter een gordijn onder het pseudoniem Winston Mann.
In 1968 nam hij met het trio van Early Mabuza het album Yakhal' Inkomo op, dat zeer goed verkocht en waarvan het nummer Dedication werd gewijd aan John Coltrane en Horace Silver. Ondanks de onderscheiding 'Jazzmuzikant van het Jaar' tijdens het Castle Lager Jazz Festival kon hij echter amper zijn leven als muzikant rekken. In 1969 nam hij op met het Chris Schilder Quintet, in 1975 met The Cliffs en in 1976 (onder pseudoniem) op het album District Six van Sammy Hartmans. In 1976 maakte bassist Johnny Gertze hem bekend met de pianist Mike Perry, met wie hij vanaf begin jaren 1980 voor een lange periode samenwerkte. Beiden namen in 1987 het album Jika op, deels met uitgewezen muzikanten in Londen. In 1989 toerden beiden met Dudu Pukwana, Lucky Ranku en Ernest Mothle door het Verenigd Koninkrijk. Ook gaf hij in Duitsland en in Scandinavië (1993) concerten. In 1996 was hij met Jack van Poll in België op tournee, waar het ook tot een samenspel kwam met Toots Thielemans. Het album Molo Africa bevatte de hit A Song for Bra Des Tutu en werd in 1999 onderscheiden met de South African Music Award (SAMA) als beste traditioneel jazzalbum.
Mankunku werkte bovendien in verschillende projecten met de band The Soul Jazz Men uit Port Elizabeth. Hij speelde met de meeste belangrijke muzikanten van het Zuid-Afrikaanse circuit, waaronder Barney Rachabane, Chris McGregor, Victor Ntoni, Monty Weber, Abdullah Ibrahim, Pat Matshikiza, Sandile Shanga, Darius Brubeck en Roger Khosa. Ook trad hij op met Chick Corea, Joe Henderson en Manu Dibango

## Discografie
- 1968: Yakhal’ Inkomo (met Lionel Pillay, Agrippa Magwaza, Early Mabuza)
- 1969: Chris Schilder Quartet feat. Mankunku Springtime in the Cape (met Philip Schilder, Gary Kriel, Gilbert Matthews)
- 1987: Winston Mankunku & Mike Perry Jika (met Richard Pickett, Mike Campbell, Bheki Mseleku, Russell Herman, Claude Deppa, Lucky Ranku)
- 1996: Winston Mankunku & Mike Perry Dudula (met Spencer Mbadu, Richard Pickett, Errol Dyers, Charles Lazar, Buddy Wells, Marcus Wyatt, Graham Beyer, The Merton Barrow String Quintet)
- 1997/1998: Molo Africa (met Feya Faku, Tete Mbambisa, Errol Dyers, Basil Moses, Lionel Beukes und Vusi Khumalo)
- 2003: Abantwana be Afrika (met Andile Yenana, Herbie Tsoaeli, Prince Lengoasa und Lulu Gontsana)

- Gemeinsame Normdatei: 134687809
- International Standard Name Identifier: 0000 0000 7313 7551
- Library of Congress Control Number: no2009176573
- MusicBrainz: 3a6b171c-331a-4f93-a2b3-c1a2eab80822
- Virtual International Authority File: 169149294275680521334